# Суд над хунтами
Суд над хунтами (ісп. Juicio a las Juntas) був судовим процесом над членами військового уряду, який де-факто правив Аргентиною під час диктатури Процесу національної реорганізації, який тривав з 1976 по 1983 рік. Наразі це єдиний приклад такої широкомасштабної процедури демократичного уряду проти колишнього диктаторського уряду тієї ж країни в Латинській Америці.
Судовий процес над хунтами розпочався 22 квітня 1985 року під час президентства Рауля Альфонсіна, першого обраного уряду після відновлення демократії в Аргентині в 1983 році. Головними прокурорами були Хуліо Сесар Страссера та його помічник Луїс Морено Окампо (який згодом став першим головним прокурором Міжнародного кримінального суду). Суд проходив під головуванням трибуналу зі шести суддів: Леона Арсланіана, Хорхе Торласко, Рікардо Хіля Лаведри, Андреса Д'Алессіо, Хорхе Валерги Араоса та Гільєрмо Ледесми.
Судили таких військових та політичних діячів, як: Хорхе Рафаель Відела, Еміліо Едуардо Массера, Роберто Едуардо Віола, Армандо Ламбрускіні, Орландо Рамон Агості, Омар Граффінья, Леопольдо Галтьєрі, Хорхе Аная та Басиліо Ламі Досо.

## Передумови
Остання військова диктатура в Аргентині була серією кількох урядів під керівництвом чотирьох військових хунт. Четверта хунта, перш ніж оголосити вибори та віддати владу демократичній владі, прийняла закон про самоамністію 18 квітня 1983 року, а також секретний указ, який наказував знищити записи та інші докази їхніх минулих злочинів.

## Підготовка
Через три дні після інавгурації, 13 грудня 1983 року, президент Альфонсин підписав указ № 158, який наказував розпочати судові процеси проти дев'яти військових офіцерів перших трьох хунт, але не проти четвертої (очільником якої був генерал Рейнальдо Біньйоне). Через два дні була створена Національна комісія з питань зникнення людей, яка збирала свідчення тисяч свідків і представила президенту 8960 випадків насильницького зникнення людей 20 вересня 1984 року. Після відмови військового суду судити колишніх членів хунти, Альфонсин створив для цієї мети Національний кримінальний апеляційний суд 14 жовтня.

## Матеріали справи
Цей судовий процес, який офіційно розпочався 22 квітня 1985 року, наразі є єдиним прикладом такої широкомасштабної процедури демократичного уряду проти колишнього диктаторського уряду тієї ж країни в Латинській Америці. Це був перший великий судовий процес за воєнні злочини після Нюрнберзького процесу в Німеччині після Другої світової війни та перший, який проводився цивільним судом. Йому вдалося розслідувати злочини хунт, які включали такі акції, як викрадення людей, тортури, насильницькі зникнення та вбивства приблизно від 8000 до 9000 людей під час так званої Брудної війни проти політичних дисидентів. Опозиція судовому процесу здебільшого обмежувалася критичними коментарями політиків, юристів і медіаперсон, які симпатизували диктатурі. Деякі протести переросли в жорстокість: під час етапу винесення вироку в кількох школах Буенос-Айреса було зроблено 29 телефоних дзвінків з повідомленням про загрозу вибухів, а також кілька бомб було підірвано в ключових державних установах, включаючи Міністерство оборони. 25 жовтня президент Альфонсин оголосив надзвичайний стан на 60 днів.
Прокурорами представлено 709 справ, з них 280 розглянуто. Загалом 833 свідки дали свідчення під час етапу перехресного допиту, який тривав до 14 серпня. Серед свідків були колишній президент Алехандро Лануссе, письменник Хорхе Луїс Борхес, Естела Барнс де Карлотто, президент організації «Бабусі Пласа-де-Майо»; Пабло Діас, який пережив «Ніч олівців»; Патрисія М. Деріан, помічник державного секретаря з прав людини в адміністрації Картера; голландський юрист Тео ван Бовен і відомий судовий антрополог Клайд Сноу .
Заключні слова відбулися 18 вересня. На завершення головний прокурор Страссера заявив, що:
Я хотів би чітко відмовитися від усіх претензій на оригінальність, щоб закрити цей обов'язок (у завершальному слові — ред.). Я хотів би використати фразу, яка не належить мені, тому що вона вже належить всьому аргентинському народу. Ваша честь: ¡Nunca más! (Ніколи знову)
- Головний прокурор Хуліо Сезар Страссера зачитує своє завершальне слово.

## Винесення вироку
Вирок було зачитано 9 грудня: генерала Хорхе Віделу та адмірала Еміліо Массеру засуджено до довічного ув'язнення, генерала Роберто Віолу — до сімнадцяти років, адмірала Армандо Ламбрускіні — до восьми років, генерала Орландо Агості — до чотирьох з половиною років.
Омар Граффінья, Леопольдо Галтьєрі, Хорхе Аная та Басиліо Ламі Досо були виправдані, хоча останні троє одночасно були віддані під військовий суд за посадові злочини під час ведення Фолклендської війни 1982 року. Звинувачення проти 600 інших було передано до суду, але цим позовам перешкоджав Закон про повну зупинку 1986 року, який обмежував позови особами, які були звинувачені протягом 60 днів після набрання чинності законом, і Закон про належну слухняність 1987 року, який фактично зупинив більшість решти суди над виконавцями брудної війни.

## Подальша історія
Між 1989 і 1990 роками президент Карлос Менем помилував чоловіків, які були засуджені або віддані під військовий суд. У 2003 році президент Нестор Кіршнер домігся рішення Верховного суду Аргентини про дозвіл екстрадиції у справах про злочини проти людяності, і того ж року Конгрес скасував Закон про зупинку. У 2005 році Верховний суд визнав неконституційними закони 1986 і 1987 років, які захищали офіцерів, звинувачених у злочинах.
6 вересня 2006 року суддя Норберто Оярбіде постановив, що помилування, надані президентом Менемом, були неконституційними. 25 квітня 2007 року федеральний суд скасував президентське помилування Відели та відновив його судимості за порушення прав людини.
У 2006 році уряд судив Мігеля Етчеколатца, першого, кого було притягнуто до відповідальності з потенційно 600 обвинувачених. Свідкам і суддям погрожували, а відразу після винесення вироку Хуліо Хорхе Лопес зник. Жертва державного насильства і свідок обвинувачення, він вважався мертвим і так і не був знайдений.

## Архіви
Оригінальні відеозаписи процесу знаходяться в Норвегії з 1988 року. Усі судді процесу вирушили до Осло 25 квітня того ж року зі 147 касетами VHS, які були передані норвезькому парламенту, щоб зберегти їх у безпеці та уникнути будь-якого комерційного використання. Вони зберігаються поряд з оригінальним текстом Конституції Норвегії .